# Bevriezing (medisch)
Bevriezing (congelatio) is in de geneeskunde een toestand waarbij schade aangericht wordt aan de huid of andere weefsels door extreme kou, doordat in het weefsel ijskristallen ontstaan die de cellen beschadigen.
Bij temperaturen die hiervoor niet laag genoeg zijn kan echter ook al weefselschade ontstaan die strikt genomen geen bevriezing genoemd mag worden maar voor de volledigheid hier wel zal worden behandeld.
Bij -15° C of minder beginnen bloedvaten in de ledematen en de huid te vernauwen. Hierdoor verliest het lichaam minder warmte en kunnen de vitale lichaamsdelen op temperatuur blijven. In extreme kou of wanneer het lichaam lang wordt blootgesteld aan kou kan dit beschermingsmechanisme echter in de perifere circulatie een gevaarlijk verminderde doorbloeding veroorzaken. De combinatie van lage temperatuur en slechte doorbloeding( ook wel ischemie genoemd) kan weefsel kapotmaken. De kans op letsel is het grootst bij de gebieden die het verst van het hart liggen en met de meeste oppervlakte die aan de kou is blootgesteld. Deze lichaamsdelen zijn vooral de tenen, vingers, oren en de neus. Het verschijnsel is gerelateerd aan, maar niet hetzelfde als hypothermie.
Risicofactoren voor koudeletsel zijn onder meer het gebruik van bètablokkers en het hebben van ziektes als diabetes of de ziekte van Raynaud of het fenomeen van Raynaud.
Bij echte bevriezing gaat intracellulair water in de ijstoestand over. Hierdoor ontstaan ijskristallen die de celmembraan beschadigen waardoor de cellen doodgaan. Hiervan wordt in de dermatologie ook wel gebruikgemaakt door afwijkingen gedoseerd te bevriezen, bijvoorbeeld met vloeibare stikstof.
Echte bevriezing treedt vooral op bij mensen die in felle kou met harde wind verblijven, zoals poolreizigers en bergbeklimmers. In deze gevallen zijn oren, neuspunten, tenen en vingers het vaakst aangedaan.
In de Eerste Wereldoorlog trad koudeletsel veel op bij soldaten die uren met natte voeten in de loopgraven moesten staan, zonder dat er echt van bevriezing sprake was: 'loopgraafvoet' (trench foot).
Er zijn ook specifieke ziekten waarbij klachten optreden bij een niveau van koudeblootstelling dat door anderen wel goed wordt verdragen, bijvoorbeeld wintertenen (pernio) of bij aanwezigheid van koude agglutininen.

## Symptomen
Over het algemeen gaat bevriezing samen met wit worden van de huid, en een brandend of prikkend gevoel, en aanvankelijk hevige pijn. Als de kou doorgaat wordt het lichaamsdeel gevoelloos. Als aan het weefsel, en met name de zenuwen en bloedvaten ernstige schade is toegebracht zal gangreen ontstaan en kan amputatie nodig zijn. Als de bevriezing onbehandeld blijft wordt de huid langzaamaan donker na een paar uur. Huid die aangetast is door bevriezing is geheel zwart en ziet er los en gevild uit alsof hij verbrand is.

## Preventie en behandeling
Een aantal factoren kan bijdragen aan koudeletsels, zoals extreme kou, natte kleren, harde wind en slechte bloedcirculatie. Dit laatste kan veroorzaakt worden door strakke kleren of laarzen, verkrampte houdingen, moeheid, bepaalde medicatie, roken, alcoholgebruik of ziektes die de bloedvaten betreffen zoals diabetes.
Als preventie kunnen de goede kleren gedragen worden die koudebestendig zijn en de gebieden die het meeste risico lopen bedekken. In koud weer kunnen wanten (geen handschoenen) gedragen worden en windbestendige, waterbestendige meerlagige kleding. Ook een sjaal en hoofddeksel kunnen helpen om groot warmteverlies te voorkomen.
Als iemand symptomen van bevriezing vertoont moet hij naar een warme ruimte gebracht worden. Als medische hulp makkelijk kan komen, kunnen de bevroren lichaamsdelen in kleren worden gewikkeld. 'Warm wrijven' met sneeuw is onzin, en gevaarlijk. Als het onwaarschijnlijk is dat de handen na het ontdooien warm gehouden kunnen worden moet de gehele behandeling uitgesteld worden want het nogmaals laten bevriezen kan ergere schade veroorzaken. Anders moeten de bevroren delen in warm (niet heet) water worden gehouden tot het gevoel weer is teruggekeerd. Als iemand ook last heeft van hypothermie dan moet dit eerst behandeld worden.